# Halle (Észak-Rajna-Vesztfália)
Halle település Németországban, azon belül Észak-Rajna-Vesztfália tartományban. Lakosainak száma 22 198 fő (2023. december 31.). Halle Harsewinkel, Versmold, Borgholzhausen, Werther és Steinhagen községekkel határos.

## Népesség
A település népességének változása:
| Lakosok száma | 17 869 | 21 081 | 21 713 | 21 640 | 21 574 | 21 970 | 22 198 |
|               | 1975   | 2010   | 2017   | 2019   | 2021   | 2022   | 2023   |